# هیستریا دیاموند
هیستریا دیاموند (به انگلیسی: Histria Diamond) یک کشتی است که طول آن ۲۲۸٫۵ متر (۷۵۰ فوت) می‌باشد. این کشتی در سال ۱۹۸۹ ساخته شد.